# 10990 Okunev
10990 Okunev (1973 SF6) là một tiểu hành tinh vành đai chính được phát hiện ngày 28 tháng 9 năm 1973 bởi N. S. Chernykh ở Đài vật lý thiên văn Crimean.